# Chiesa di San Lorenzo Martire (Gamberale)
La chiesa di San Lorenzo Martire è sita in piazza San Lorenzo a Gamberale, in provincia di Chieti.

## Storia
Alcune fonti la vogliono iniziata a costruire nel 1709, ma alcune contrafforti la vogliono successiva alla fabbrica e rimaneggiamenti richiamano al bisogno di rimediare ad alcuni difetti della struttura originaria.
Attualmente è in buono stato di conservazione, a parte alcuni segni di decadimento che sono rinvenibili nella zona con pietre calcaree del campanile.

## L'aspetto

### L'esterno
La facciata neoclassica è a capanna ed è intonacata.
Presenta rimaneggiamenti nel portale, nella finestra e nell'oculo. Ha un semplice portale centrale di ingresso. 

#### Il campanile
Il campanile è a tre livelli scanditi da cornici marcapiano ed è addossato alla chiesa.
I primi due livelli sono stati intonacati, mentre l'ultimo piano è in mattoni.

### L'interno
L'interno ha un aspetto neoclassico, è a navata unica con volta a botte. L'altare maggiore conserva ancira la mensa marmorea a muro, la parete ha tre nicchie per statue: San Rocco, San Lorenzo al centro, San Nicola vescovo. L'abside hala parete dipinta a secco con l'Ultima Cena, di ambito locale. 
Sulla sinistra della navata si aprono le nicchie con le statue di San Giuseppe col Bambino e Santa Lucia, opere ottocenteshe, una Madonna del Rosario. A destra la cappella con una Sacra Icona del XVII secolo della Madonna col Bambino tra San Nicola e San Giuseppe, una nicchia con la statua della Madonna Immacolata, una nicchia con altare di Sant'Antonio di Padova. 

#### L'organo da chiesa
Nell'interno, sulla cantoria sopra l'ingresso, è conservato un pregevole organo da chiesa risalente al 1850 e costruito da Gennaro e Nicola d'Onofrio da Caccavone, oggi Poggio Sannita; artisti attivi nell'area della val di Sangro. È tripartito da paraste, mentre la cassa è in legno, così come le decorazioni. Le canne sono 25, mentre la tastiera è composta da 50 tasti e la pedaliera da 8. Mancano i cartellini. I registri sono posti direttamente nella cassa. Il somiere è realizzato in legno di noce ed è cintato da ante con, dentro, 53 ventilatori a cuneo.